# 天都賀佐比古神社
天都賀佐比古神社（あまつかさひこじんじゃ）は、徳島県美馬市美馬町にある神社である。

## 歴史
創建年は不詳であるが、6世紀以前に創建されたものと思われる。古墳時代後期に美馬郡境にあった大村郷（郡里）一帯の住民及び郡領が奉仕していた神をまつり、風災を鎮め五穀豊穣を祈ったとされる。

## 祭神
- 級長津彦命
- 級長津姫命

## 交通
- JR徳島線「小島駅」より車で約10分。